# 아카호시 노리히로
아카호시 노리히로(일본어: 赤星 憲広, 1976년 4월 10일 ~ )는 일본의 전 프로 야구 선수이자 야구 해설가·평론가이다. 현역 시절 한신 타이거스에서 외야수로 활약했고 중심성척수증후군으로 인하여 2009년 시즌 종료 후 전격 은퇴를 선언하였다.

## 출신 학교
- 아이치 현립 오부 고등학교
- 아시아 대학

## 선수 경력
사회인 시대
- JR 동일본

프로팀 경력
- 한신 타이거스(2001년 ~ 2009년)

국가 대표 경력
- 시드니 올림픽 일본 국가대표팀(2000년)

## 수상·타이틀 경력

### 타이틀
- 도루왕 : 5회(2001년 ~ 2005년)[1]

### 수상
- 신인왕(2001년)
- 베스트 나인 : 2회(2003년, 2005년)
- 골든 글러브상 : 6회(2001년, 2003년 ~ 2006년, 2008년)
- 월간 MVP : 1회(2005년 4월)
- 골든 스피릿상(2004년)

## 주요 기록

### 첫 기록
- 첫 출장·첫 타석 : 2001년 3월 30일, 대 요미우리 자이언츠 1차전(도쿄 돔)
- 첫 안타 : 2001년 3월 31일, 대 요미우리 자이언츠 2차전(도쿄 돔)
- 첫 선발 출장 : 2001년 4월 1일, 대 요미우리 자이언츠 3차전(도쿄 돔)
- 첫 도루 : 2001년 4월 3일, 대 히로시마 도요 카프 1차전(히로시마 시민 구장)
- 첫 타점 : 상동.
- 첫 홈런 : 2001년 8월 4일, 대 히로시마 도요 카프 17차전(히로시마 시민 구장)

### 기록 달성 경력
- 통산 200도루 : 2005년 4월 21일, 대 요미우리 자이언츠 6차전(도쿄 돔) ※역대 65번째.
- 통산 250도루 : 2005년 10월 1일, 대 야쿠르트 스왈로스 21차전(메이지 진구 야구장) ※역대 38번째.
- 통산 300도루 : 2007년 7월 25일, 대 주니치 드래건스 12차전(나고야 돔) ※역대 26번째.
- 통산 1000안타 : 2007년 9월 14일, 대 주니치 드래건스 20차전(한신 고시엔 구장) ※역대 248번째.
- 통산 1000경기 출장 : 2008년 8월 26일, 대 주니치 드래건스 18차전(한신 고시엔 구장) ※역대 428번째.
- 통산 350도루 : 2008년 10월 12일, 대 주니치 드래건스 24차전(스카이마크 스타디움) ※역대 16번째.

### 기타
센트럴 리그 최다 기록
- 시즌 최다 타석 : 689타석(2005년) ※역대 1위.

일본 최다 기록
- 연속 타석 무홈런 : 2528타석(2005년 6월 12일에 홈런을 치고 나서 현역 은퇴까지의 기록)

그 외의 기록
- 올스타전 출장 : 3회(2003년, 2005년, 2006년)

## 등번호
- 53(2001년 ~ 2009년)

## 통산 성적

### 연도별 타격 성적
| 연도       | 소속       | 경 기 | 타 석 | 타 수 | 득 점 | 안 타 | 2 루 타 | 3 루 타 | 홈 런 | 루 타 | 타 점 | 도 루 | 도루 실패 | 희생 번트 | 희생 플라이 | 볼 넷 | 고의 사구 | 死 구 | 삼 진 | 병 살 타 | 타 율 | 출 루 율 | 장 타 율 | O P S |
| ---------- | ---------- | ----- | ----- | ----- | ----- | ----- | ------- | ------- | ----- | ----- | ----- | ----- | --------- | --------- | ----------- | ----- | --------- | ----- | ----- | -------- | ----- | -------- | -------- | ----- |
| 2001년     | 한신       | 128   | 524   | 438   | 70    | 128   | 9       | 4       | 1     | 148   | 23    | 39    | 12        | 24        | 4           | 50    | 1         | 8     | 64    | 1        | .292  | .372     | .338     | .710  |
| 2002년     | 한신       | 78    | 343   | 310   | 36    | 78    | 7       | 4       | 0     | 93    | 12    | 26    | 7         | 5         | 1           | 15    | 0         | 12    | 56    | 5        | .252  | .311     | .300     | .611  |
| 2003년     | 한신       | 140   | 635   | 551   | 90    | 172   | 17      | 7       | 1     | 206   | 35    | 61    | 10        | 24        | 1           | 45    | 0         | 14    | 76    | 15       | .312  | .378     | .374     | .752  |
| 2004년     | 한신       | 138   | 633   | 570   | 96    | 171   | 20      | 6       | 0     | 203   | 30    | 64    | 12        | 11        | 1           | 49    | 0         | 1     | 85    | 3        | .300  | .356     | .356     | .712  |
| 2005년     | 한신       | 145   | 689   | 601   | 119   | 190   | 15      | 9       | 1     | 226   | 38    | 60    | 12        | 8         | 3           | 69    | 1         | 8     | 90    | 3        | .316  | .392     | .376     | .768  |
| 2006년     | 한신       | 142   | 642   | 566   | 84    | 152   | 13      | 3       | 0     | 171   | 20    | 35    | 13        | 9         | 1           | 60    | 0         | 6     | 94    | 2        | .269  | .344     | .302     | .646  |
| 2007년     | 한신       | 121   | 475   | 400   | 61    | 120   | 12      | 1       | 0     | 134   | 19    | 24    | 8         | 29        | 2           | 39    | 0         | 5     | 58    | 3        | .300  | .368     | .335     | .703  |
| 2008년     | 한신       | 144   | 646   | 556   | 94    | 176   | 15      | 1       | 0     | 193   | 30    | 41    | 9         | 9         | 3           | 73    | 1         | 4     | 87    | 3        | .317  | .398     | .347     | .745  |
| 2009년     | 한신       | 91    | 377   | 338   | 48    | 89    | 9       | 1       | 0     | 100   | 8     | 31    | 5         | 7         | 2           | 26    | 1         | 4     | 54    | 3        | .263  | .322     | .296     | .618  |
| 통산 : 9년 | 통산 : 9년 | 1127  | 4964  | 4330  | 698   | 1276  | 117     | 36      | 3     | 1474  | 215   | 381   | 88        | 126       | 18          | 426   | 4         | 62    | 664   | 38       | .295  | .365     | .340     | .705  |

- 굵은 글씨는 시즌 최고 성적, 붉은색 글씨는 일본 프로 야구 역대 최고 성적.

### 연도별 수비 성적
| 연도 | 외야 | 외야 | 외야 | 외야 | 외야 | 외야   |
| 연도 | 경기 | 척살 | 보살 | 실책 | 병살 | 수비율 |
| ---- | ---- | ---- | ---- | ---- | ---- | ------ |
| 2001 | 125  | 243  | 9    | 2    | 1    | .992   |
| 2002 | 78   | 156  | 4    | 2    | 0    | .988   |
| 2003 | 140  | 233  | 10   | 0    | 2    | 1.000  |
| 2004 | 138  | 254  | 5    | 2    | 3    | .992   |
| 2005 | 145  | 264  | 12   | 5    | 1    | .982   |
| 2006 | 141  | 277  | 12   | 2    | 4    | .993   |
| 2007 | 112  | 209  | 3    | 3    | 1    | .986   |
| 2008 | 144  | 251  | 4    | 2    | 1    | .992   |
| 2009 | 89   | 143  | 1    | 0    | 0    | 1.000  |
| 통산 | 1112 | 2030 | 60   | 18   | 13   | .991   |

- 굵은 글씨는 시즌 최고 성적.